# Carnet de passages en douane
Pour les articles homonymes, voir CPD et Carnet.
Le Carnet de Passages en Douane (CPD) est un document douanier harmonisé créé en 1911 par la Fédération Internationale de l'Automobile et utilisé pour la première fois en 1913, pour simplifier les formalités douanières pour les touristes et les voyageurs motorisés. Ce document est obligatoire dans un certain nombre de pays à travers le monde. Le Système est géré par la FIA et administré par la CEE-ONU à travers la Convention douanière relative à l'importation temporaire des véhicules routiers commerciaux et la Convention douanière relative à l'importation temporaire des véhicules routiers privés. Les pays ayant ratifié la convention d'Istanbul de l'Organisation Mondiale des Douanes peuvent accéder au système CPD.

## Utilité
Le Carnet est un outil facilitant le passage aux frontières et permet aux voyageurs d'importer temporairement leur véhicule, ou d'autres objets tels que du matériel de télécommunication, sans avoir à donner un déposit à la frontière d'un pays. C'est entre autres, une garantie de paiement des taxes d'un pays étrangers dans le cas où l'objet ou le véhicule en question n'est pas ré-exporté du pays. Les personnes qui importent temporairement leur véhicule ou objets avec le Carnet doivent impérativement obéir aux lois du pays, et doivent porter une attention particulière aux conditions d'importations de la catégorie d'objet importé.
Le Carnet contient des informations importantes sur les détails d'un objet ou d'un véhicule, tel que le fabricant, le modèle, la couleur, le moteur, le numéro de série, le propriétaire et la valeur.
Les conditions d'obtention du Carnet varient d'un pays à l'autre. Dans certains pays tels que la France, le propriétaire doit payer une caution. Cette caution s'élève à 100 % de la valeur vénale (cote Argus) du véhicule avec un minimum de 2 500 €.
Dans certains pays, la caution monte va de 150 % à 250 % de la valeur vénale du véhicule, avec un minimum variant de 3 500 € à 4 000 € de dépôt.
Les voyageurs peuvent obtenir leur Carnet chez leur association automobile nationale. En France, c'est l'Automobile Club, Association Française des Automobilistes, qui se charge de délivrer ce document.

## Pays où le carnet est obligatoire
La carte ci-dessous est basé sur les informations du site internet Overlanding Associations qui met régulièrement à jour toutes les informations nécessaires à des déplacements motorisés.

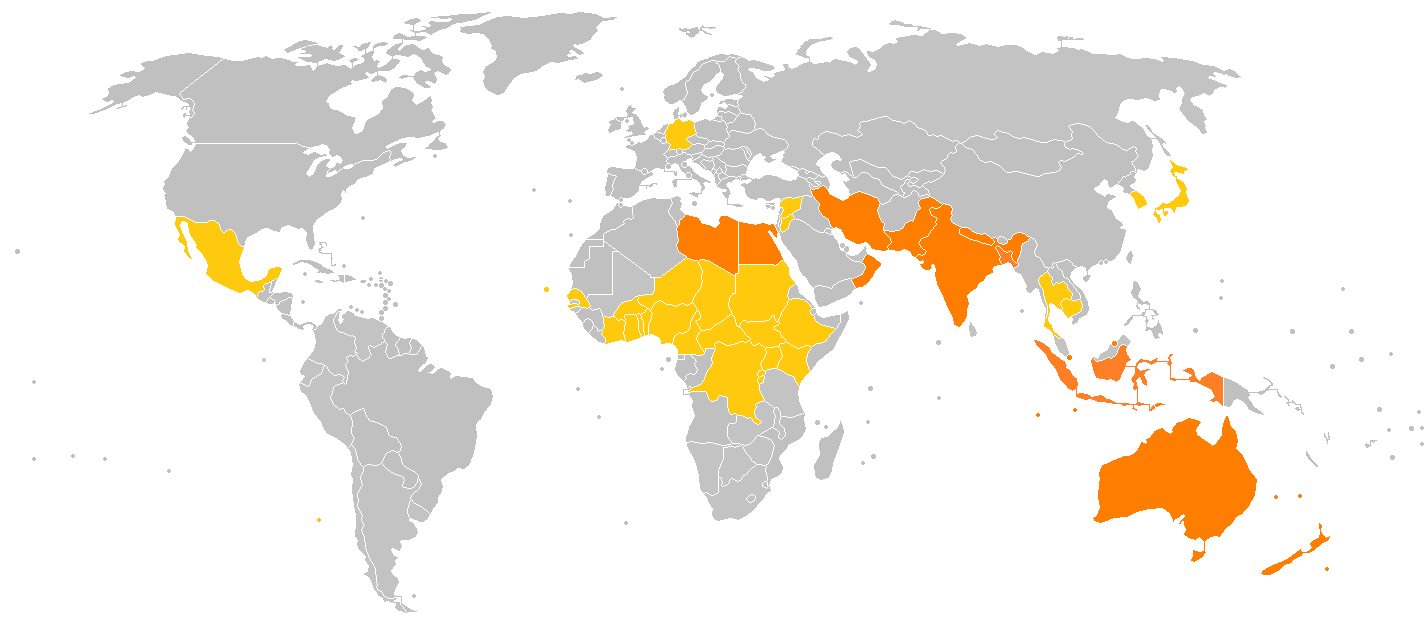
Carnet requirements
Carnet obligatoire
Carnet recommandé
Carnet non requis

En 2016, la liste des pays où le carnet est obligatoire est : 
- Égypte
- Libye
- Iran
- Oman
- Pakistan
- Inde
- Bangladesh
- Indonésie
- Malaisie
- Australie
- Nouvelle-Zélande

Le carnet est obligatoire dans certains pays si l'arrivée se fait par bateau :
- Sénégal
- Afrique du Sud